# گربه بی‌مو
گربهٔ بی‌مو یا گربهٔ اسفینکس (انگلیسی: Sphynx cat) یکی از نژادهای گربه است. جهش‌های ژنتیکی طبیعی بسیار نادر در گربه‌ها باعث تولد گربه‌های بی‌مو برای نخستین بار شدند. در طول تاریخ احتمالاً این جهش‌ها در گربه‌ها وجود داشته‌است. در دههٔ ۱۹۶۰ در آمریکا با جفت‌گیری انتخابی این گربه‌ها تعداد گربه‌های بی‌مو افزایش یافت. این نوع گربه به خاطر کرک (خز) نداشتنش معروف است.
در کنار ظاهر اشرافی، بسیار بازیگوش و دوست‌داشتنی هستند و گاهی بیشتر شبیه سگ‌ها رفتار می‌کنند تا گربه‌ها.
ممکن است به نظر برسد که آن‌ها حیوانات خانگی فرعون‌ها بوده‌اند اما در واقع اصلیت کانادایی دارند.
این گربه‌ها عاشق دراز کشیدن در آفتاب و گرم کردن خود هستند. آن‌ها دوستان عالی برای بغل‌کردن هستند و ترجیح می‌دهند که شب‌ها با صاحبشان زیر پتو گرم شوند. گربه‌های اسفینکس وفادار و سرشار از عشق هستند و غالباً می‌توان آن‌ها را در حال دنبال کردن سرپرستان خود یا بازی با دمشان مشاهده کرد. هر چند گربه‌های اسفینکس در بیشتر زمانها لم‌دادن را ترجیح می‌دهند، با این حال ورزشکار و بازیگوش بودن در خون آنان است
طول عمر اسفینکس‌ها حدوداً بین ۹ تا ۱۵ سال می‌باشد.
با وجود ظاهر بدون مویی که گربه‌های اسفینکس دارند، نظافت بخش مهمی از مراقبت از آنان است. از آنجا که گربه‌های اسفینکس هیچ خزی برای جذب چربی‌های بدن خود ندارند، پوست آن‌ها، برای حفظ تعادل چربی، جلوگیری از بروز مشکلات پوستی و ایجاد لکه‌های چرب روی وسایل خانه، باید مرتباً تمیز شود. باید او را حداقل یک بار در هفته به حمام ببرید تا چربی و روغن انباشته‌شده پاک شود. در حمام باید بین تمام چین و چروک‌های بدنشان را تمیز کنید.
غذای خشک گربه، دندان‌های گربه را تمیز کرده و از سلامت لثه محافظت می‌کند، اما مطمئن شوید که گربه بعد از غذا مقدار زیادی آب برای نوشیدن دارد تا از کم‌آبی بدن جلوگیری شود.

## نگارخانه

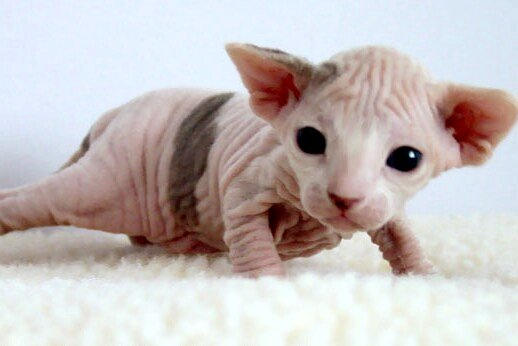
یک بچه گربه بی‌موی دو هفته‌ای
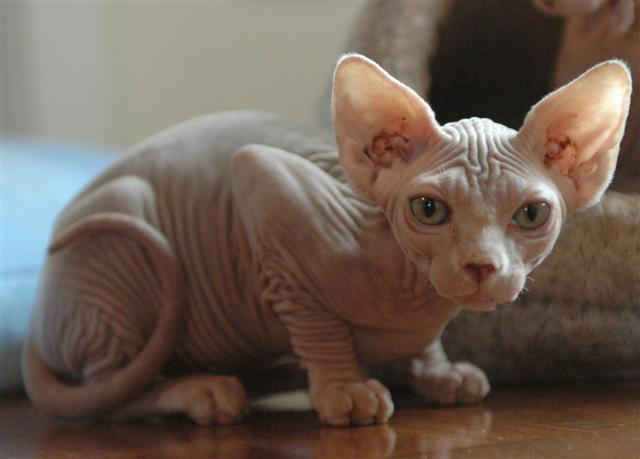
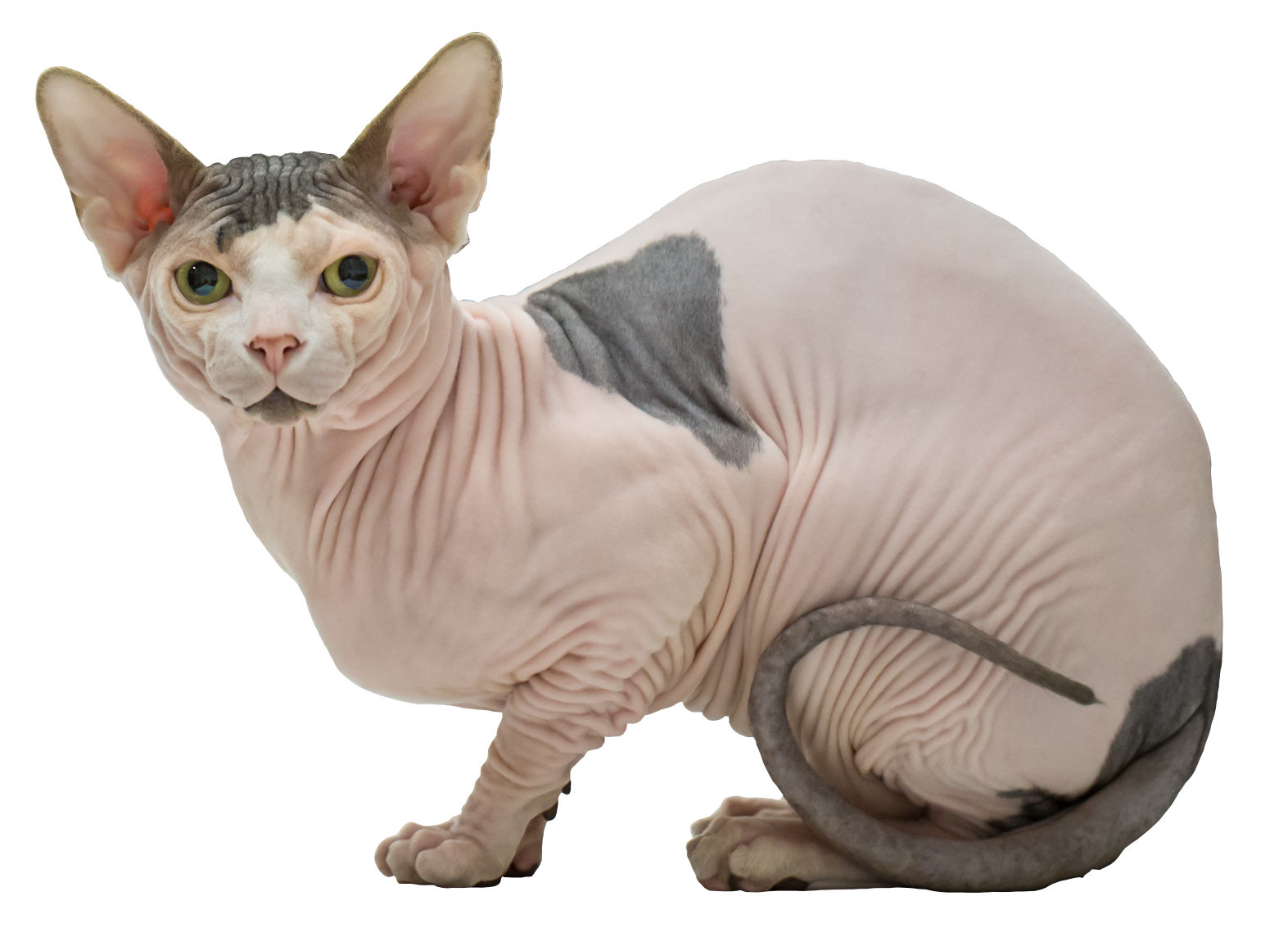